# マライヤマネコ
マライヤマネコ（Prionailurus planiceps）は、ネコ科ベンガルヤマネコ属に分類される食肉類。別名マレーヤマネコ、フラットヘッデドキャット。

## 分布
インドネシア（ボルネオ島、スマトラ島）、タイ南部、ブルネイ、マレーシア
模式産地はスマトラ島。

## 形態
体長40-56cm。尾長13-17cm。体重1.5-2.2kg。
頭部はやや扁平で細長く、英名（flat-headed=平たい頭の）の由来になっている。尾は短く、体長の1/3-1/4。全身は太く柔らかい体毛で被われる。背面の毛衣は濃褐色で、灰色や淡黄色の斑点が入る。腹面の毛衣は白く、吻端や顎、胸部には暗色斑が入る。耳介の後方は黒い体毛で被われ、白い斑点が入る（虎耳状斑）。頬に黒い縦縞が入る。
耳介は小型で丸みを帯びる。虹彩は褐色。四肢は細くて短く、指趾の間には水かきがある。爪を引っ込めることができない。

## 分類
亜種は認められていないが、マレー半島・スマトラ島個体群とボルネオ島個体群の分化の程度は大きいと考えられている。

## 生態
森林や低木林、沼地などに生息し、水辺を好む。夜行性。
植生は動物食傾向の強い雑食で、魚類、カエル、爬虫類、甲殻類などを食べるが、果実を食べることもある。

## 人間との関係
干拓による生息地の破壊、油や重金属による汚染などにより、生息数は減少している。生息地では法的に保護の対象とされ、狩猟や流通が禁止されている。